# Zorochros hispidus
Zorochros hispidus là một loài bọ cánh cứng trong họ Elateridae. Loài này được Dolin & Atamuradov miêu tả khoa học năm 1987.